# Родовища бурого вугілля в Закарпатті, Прикарпатті й Північному Поділлі
Родовища бурого вугілля в Закарпатті, Прикарпатті й Північному Поділлі — загальні запаси бурого вугілля в цих районах складають близько 60 млн т. У 40-60 роках минулого століття в Закарпатті, Прикарпатті й Північному Поділлі невеликими шахтами для місцевих потреб розроблялись родовища бурого вугілля марок Б1 — Б3. Нині працює тільки один Ільницький розріз потужністю 50 тис. т на місяць. Вугілля залягає на глибині від 5 до 60 м невеликими лінзами площею від 0,1 до 2,5 км2, у яких розвідані 1–3 пласта потужністю від 0,5 до 11 м.